# Brader
Brader, echte naam Mehmet Şerif Torun, ook bekend als Brader Mûsikî of Brader Torun, (Artuklu,Mardin, 1958) is een Nederlandse muzikant, songwriter en acteur van Koerdische afkomst.

## Biografie
Brader werd in 1958 in de Turkse stad Mardin geboren in een Koerdische familie. Braders vader, geboren in Mardin, was een beroemde dengbej (dichter en zanger) die bekend was in Musika en omgeving. Braders passie voor muziek kwam van zijn vader. Zijn eerste muziekinstrument was een blokfluit, die hij kocht door voor de blokfluit te betalen met zijn schoenen. Op 14-jarige leeftijd leerde hij de bağlama spelen, nadat hij het instrument van zijn broer had gekregen.
Toen Brader klein was, vertaalde hij Turkse liedjes in het Koerdisch met een bandrecorder die zijn moeder voor hem van een bedevaart had meegebracht.
Toen zijn schooldirecteur Braders cassette met Koerdische muziek doorspeelde aan de politie, werd Brader gearresteerd. Aanvankelijk kwam hij na een week vrij, maar daarna werd hij alsnog enkele maanden vastgehouden. In de gevangenis werd hij gemarteld. In de cel besloot hij om zich volledig toe te gaan leggen op zingen in het Koerdisch.
In 1986 vluchtte hij uit Turkije en vestigde hij zich in Nederland.
In 2004 werd het inreisverbod voor Turkije opgeheven en een jaar later reisde hij voor het eerst sinds 1986 af naar Turkije. Hier werd hij voor 24 uur vastgezet, maar hij werd vrijgelaten vanwege zijn Nederlandse nationaliteit.

## Muzikale loopbaan
Brader is populair onder Koerden in Turkije, Syrië, Irak en Iran: hij trad er op voor honderdduizenden mensen.
In 1991 bracht The Ex een single uit in samenwerking met Brader Mûsikî. Ook gaven ze samen optredens. In 2018 toerden ze weer samen, onder andere tijdens het The Ex Festival in Paradiso.
In 2020 bracht Brader het album Herim Kuda uit op het platenlabel van The Ex. Dit album bevatte een dwarsdoorsnede van Brader's werk. Brader zong op dit album gedichten van oude en nog levende schrijvers, naast zijn eigen teksten, die soms meer poëtisch zijn en soms meer politiek.
In 2020 trad Brader op in Vrije Geluiden.

## Film en theater
Brader speelde en zong mee in Adelheid Roosen's theatervoorstelling IS.MAN, met voorstellingen in Nederland, België, New York en Istanbul.
Brader heeft daarnaast in films en series gespeeld, waaronder Van God Los, De jongen die niet meer praatte, Zagros en Gangsterboys.